# Alsinidendron lychnoides
Alsinidendron lychnoides là một loài thực vật]] thuộc họ carnation, Caryophyllaceae. Đây là loài đặc hữu của Hawaii. Chúng hiện đang bị đe dọa vì mất môi trường sống.